# Regierung N’Gbo Aké

Wappen der Elfenbeinküste

Die Regierung N’Gbo Aké war eine international nicht anerkannte Regierung der Elfenbeinküste. Sie wurde im Zuge der Regierungskrise 2010/2011 am 5. Dezember 2010 von Gilbert Marie N’gbo Aké im Auftrag von Laurent Gbagbo gebildet. Durch die Konflikte rund um die zweite Runde der Präsidentschaftswahl 2010 existierte sie parallel mit der Regierung Soro III, die kurz zuvor, ebenfalls am 5. Dezember, durch Guillaume Soro im Auftrag von Alassane Ouattara zusammengestellt worden war. Die Regierung Aké N’Gbo wurde am 11. April 2011 durch Gbagbos Festnahme obsolet.
Fast die gesamte Regierung war ab 11. Januar 2011 von Sanktionen der Europäischen Union betroffen. So durften ihre Mitglieder nicht in die EU einreisen und ihre Gelder wurden eingefroren.

## Zusammensetzung
- Präsident: Laurent Gbagbo
- Premierminister und Planungs- bzw. Verkehrsminister: Gilbert Marie N’gbo Aké

### Minister
| Posten                                                           | Name                         | Bemerkungen und Quellen |
| ---------------------------------------------------------------- | ---------------------------- | ----------------------- |
| Siegelbewahrer, Minister für Justiz und Menschenrechte           | Yanon Yapo                   | [ 2 ]                   |
| Minister für Verteidigung und Freiwilligendienst                 | Dogou Alain                  | [ 2 ]                   |
| Innenminister                                                    | Emile Guiriéoulou            | [ 2 ]                   |
| Außenminister                                                    | Alcide Djédjé                | [ 4 ]                   |
| Ministerin für Gesundheit und Bekämpfung von AIDS                | Christine Adjobi             | [ 2 ]                   |
| Wirtschafts- und Finanzminister                                  | Dalo Noël Laurent Désiré     | [ 2 ]                   |
| Minister für Bergbau und Energie                                 | Augustin Komoé Kouadio       | [ 2 ]                   |
| Minister für Bauwesen und Städtebau                              | Yapo Atsé Benjamin           | [ 2 ]                   |
| Minister Infrastruktur und Abwasserwirtschaft                    | Ahoua Don Mello              | [ 2 ]                   |
| Kommunikationsminister                                           | Ouattara Gnonzié             | [ 2 ]                   |
| Minister für Jugend, berufliche Bildung und Beschäftigung        | Charles Blé Goudé            | [ 2 ]                   |
| Bildungsminister                                                 | Anne Jacqueline Lohouès Oble | [ 2 ]                   |
| Landwirtschaftsminister                                          | Coulibaly Issa malick        | [ 2 ]                   |
| Minister für Umwelt, Wasser- und Forstwirtschaft                 | Koffi Koffi Lazare           | [ 2 ]                   |
| Ministerin für den technischen Unterricht                        | Angèle Gnonsoa               | [ 2 ]                   |
| Ministerin für den öffentlichen Dienst                           | Elisabeth Badjo Djékouri     | [ 2 ]                   |
| Industrieminister und Minister für Entwicklung des Privatsektors | Philippe Attey               | [ 2 ]                   |
| Ministerin für Frauen, Familien und Kinder                       | Danièle Boni Claverie        | [ 2 ]                   |
| Minister für Informations- und Kommunikationstechnologien        | Amoikon Ettien               | [ 2 ]                   |
| Kulturminister                                                   | Alphonse Voho Sahi           | [ 2 ]                   |
| Wissenschaftsminister                                            | Kata Kéké                    | [ 2 ]                   |
| Sportminister                                                    | Franck Guéi                  | [ 2 ]                   |
| Handelsminister                                                  | Amara Touré                  | [ 2 ]                   |
| Tourismus- und Handwerksminister                                 | Sécré Richard Kouamé         | [ 2 ]                   |
| Minister für Solidarität, Wiederaufbau und Sozialen Zusammenhang | Anne Gnahouret Tatret        | [ 2 ]                   |
| Arbeitsminister                                                  | Nyamien Messou               | [ 2 ]                   |

### Weitere
| Posten                                | Name                  | Bemerkungen und Quellen                |
| ------------------------------------- | --------------------- | -------------------------------------- |
| Budgetbeauftragter                    | Katinan Koné Justin   | vom Wirtschafts- und Finanzministerium |
| Bildungsbeauftragter                  | N’Guessan Yao Thomas  | vom Bildungsministerium                |
| Staatssekretär für Schule und Studium | Lago Daleba Odette    |                                        |
| Staatssekretär für Sicherheit         | Georges Armand Alexis |                                        |
| Behindertenstaatssekretär             | Dogo Raphaël          |                                        |
| Verteranensekretär                    | Dosso Charles Rodel   |                                        |